# Ixora diversifolia
Ixora diversifolia là một loài thực vật có hoa trong họ Thiến thảo. Loài này được R.Br. ex Kurz mô tả khoa học đầu tiên năm 1877.